# Comuna de Będków
Będków (polaco: Gmina Będków) é uma gminy (comuna) na Polónia, na voivodia de Lodz e no condado de Tomaszowski (łódzki). A sede do condado é a cidade de Będków.
De acordo com os censos de 2004, a comuna tem 3561 habitantes, com uma densidade 61,5 hab/km².

## Área
Estende-se por uma área de 57,88 km², incluindo:
- área agricola: 85%
- área florestal: 7%

## Demografia
Dados de 30 de Junho 2004:
|                      | Total   | Total | Mulheres | Mulheres | Homens  | Homens |
| -------------------- | ------- | ----- | -------- | -------- | ------- | ------ |
|                      | pessoas | %     | pessoas  | %        | pessoas | %      |
| População            | 3561    | 100   | 1786     | 50,2     | 1775    | 49,8   |
| Densidade (pop./km²) | 61,5    | 100   | 30,9     | 30,9     | 30,7    | 30,7   |

De acordo com dados de 2002, o rendimento médio per capita ascendia a 1282,62 zł.

## Subdivisões
- Będków, Brzóstów, Ceniawy, Drzazgowa Wola, Ewcin, Gutków, Kalinów, Łaknarz, Magdalenka, Nowiny, Prażki, Remiszewice, Rosocha, Rudnik, Rzeczków, Sługocice, Teodorów, Wykno, Zacharz.

## Comunas vizinhas
- Brójce, Czarnocin, Moszczenica, Rokiciny, Ujazd, Wolbórz